# 오스트로타이어족
오스트로타이어족(영어: Austro-Tai, Austro-Thai) 가설은 오스트로네시아어족과 크라다이어족이 공통 조상에서 기원했다는 가설이다. 일본어족이 세 번째 구성원으로 포함되기도 하지만 일본어족의 포함은 근거가 없어 현재는 인정되지 않는다.
관련 있는 다른 가설적 어족으로는 오스트로어족(빌헬름 슈미트, 1906년)과 중국오스트로네시아어족(로랑 사가르, 2005년)이 있다.

## 배경
크라다이어족에 오스트로네시아어족과 유사한 어형이 많이 있다는 사실은 1901년에 슐레겔이 처음 발견했다. 이 유사 어형들은 우연의 일치로 설명하기에는 너무 수가 많다고 여겨진다. 남은 의문은 이 어형들이 언어접촉, 즉 차용으로 들어온 것인지, 공통 조상 언어, 즉 계통적인 관계의 증거인지이다.

## 증거

크라다이어족의 분포

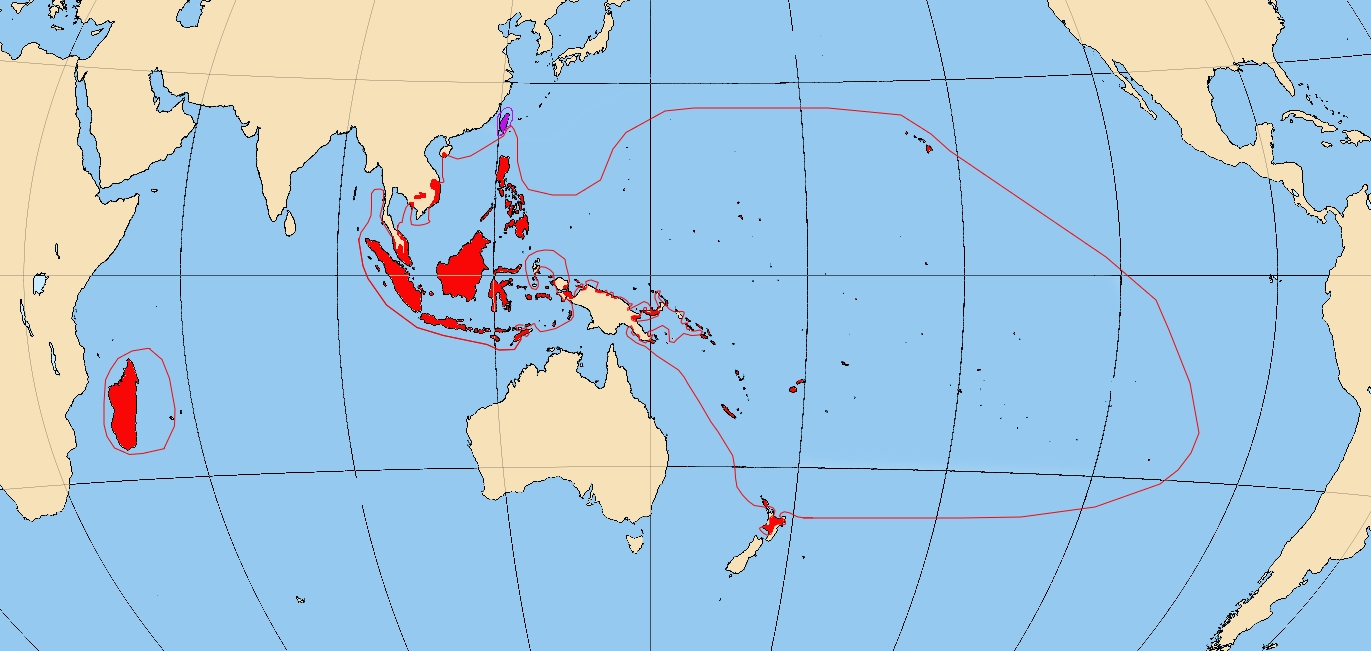
오스트로네시아어족의 분포

두 어족 간의 계통적 관계는 1942년에 폴 베네딕트가 처음으로 제시하고 1990년까지 확대해 나갔다. 이때의 가설은 빌헬름 슈미트의 오스트로어족 가설의 확장이었고, 크라다이어족과 오스트로네시아어족을 오스트로어족 내의 자매 분기군으로 설정했다. 베네딕트는 이후 오스트로어족 가설을 폐기했지만 오스트로타이 가설은 유지했고, 일본어족도 가설에 추가했다. 이 가설은 언어학자들 사이에서 논란이 있었으며, 비교 방법론이 특이하고 신뢰할 수 없다고 여겨졌던 1975년 논문의 출판 이후에 특히 그러했다. 예를 들어, Thurgood (1994)에서는 베네딕트의 주장을 검토한 후, 음운 대응과 성조 발달이 불규칙적이므로 계통적 관계의 증거가 없고, 수많은 동근어들은 오래된 언어 접촉에서 기인한다고 결론지었다.
그러나 오스트로타이어족의 동근어 중 상당수가 일반적으로 차용이 일어나기 어려운 기초 어휘에서 발견된다는 사실은 계속해서 학자들의 흥미를 끌었다. 이후 베네딕트의 접근법으로부터 여러 가지 진보가 이루어졌는데, 오스트로어족 가설을 폐기하고, 어휘 재구와 규칙적인 대응에 집중하며, 크라다이어족의 라이어파와 크라어파에서 추가로 얻은 자료를 사용하여 크라다이어족을 더 잘 재구하고, 크라다이어족을 오스트로네시아어족의 하위 어파로 설정함으로써 두 어족의 관계를 재고하는 등의 발전이었다.
Sagart (2005a)에서는 베네딕트의 저작에서 기초 어휘에 속하는 단어들의 규칙적인 음운 대응을 인용했다. 사가르는 문화 관련 단어들의 상당 부분이 공유되지 않는다는 점을 지적했다. 이러한 사실로부터 사가르는 베네딕트의 오스트로타이어족 가설이 접촉에 의한 현상으로 설명될 수 없다고 생각했다. 사가르는 나아가 두 어족이 공유하는 어휘가 말레이폴리네시아어파에 고유한 특징을 갖는 면을 나열하고서, 크라다이어족이 오스트로네시아어족과 동등하게 갈라져 나온 것이 아니라 하위 분기군에 해당한다고 결론지었다.
Ostapirat (2000)에서는 크라다이어족의 어파 가운데 가장 알려지지 않은 크라어파의 조상 언어를 재구했다. 이 논문에서 오사타피랏은 크라다이어족의 다섯 어파 모두에서 나타나는 50개의 핵심 어휘 항목을 제시하고, 그 중 절반('아이', '먹다', '눈 (신체부위)', '불', '손', '머리', '나', '너', '이 (곤충)', '달', '이 (신체부위)', '물', '이 (지시)' 등)을 오스트로네시아조어와 규칙적인 음운 대응을 통해 연결지을 수 있다는 것을 증명했고, Reid (2006)에서는 이 연결이 설득력 있다고 보았다.
오스트로네시아어족은 2음절 어근이 특징적인 반면, 크라다이어족은 압도적으로 단음절성이다. 크라다이어족에서는 첫 음절의 모음이 축약되고 탈락하면서 자음군을 만들어냈고, 이 자음군이 대부분 단일 자음으로 축약된 것으로 보인다. 예를 들어, 오스트로네시아조어의 어근 *qudip '살다, 날것'이 크라조어 *(k-)Dep > 라하어 ktʰop 및 따이어 dip에 대응된다(자음 *-D-는 오사타피랏이 재구한 미지의 유성 파열음으로, 치음과 대립하는 치경음으로 추측된다).
크라다이조어에는 공명음(모음 또는 비음)으로 끝나는 단어의 세 가지 성조(A, B, C)와, 파열음으로 끝나는 단어의 성조 D가 있었을 것으로 추정된다. 일반적으로 오스트로네시아조어에서 공명음으로 끝나는 단어는 A 성조, 파열음으로 끝나는 단어는 D 성조에 대응된다. 이 대응 관계는 대부분의 단어에 적용된다. B와 C 성조에 해당하는 동근어도 조금 존재한다. 인도어파의 차용어를 통해 크라다이조어의 B 성조가 원래는 어말의 h였던 것으로 보이며, 그에 대응되는 오스트로네시아조어의 어근 일부도 h로 끝나는데, 예컨대 PAN *qəmpah '왕겨', 감수이어 paa B (물람어 kwaa B)가 있지만 예시를 더 들기에는 수가 적다. C 성조는 원래 짜내기소리 또는 어말 성문 파열음이었을 것으로 보인다. 이 소리는 오스트로네시아조어에서 조음 방식을 알 수 없는 후음에 대응될지도 모르지만(PAN *quluH '머리', 타이어 klau C), 이 역시 확실한 결론을 내리기에는 동근어의 수가 너무 적다.
Sagart (2004)에서는 새로이 기술된 크라어파 언어인 부양어의 자료를 제시했는데, 이 언어는 다른 많은 크라어파 언어들처럼 오스트로네시아어족의 특징인 2음절 어근을 보존하고 있다. 예시는 다음과 같다.
| 어근            | 부양어 | 말레이폴리네시아조어 |
| --------------- | ------ | -------------------- |
| '죽다'          | matɛ́   | *matay               |
| '눈 (신체부위)' | matá   | *mata                |
| '머리'          | qaðù   | *quluH               |
| '여덟'          | maðû   | *walu                |
| '새 (동물)'     | manùk  | *manuk               |
| '꽃'            | maŋà   | *buŋah               |

## 같이 보기
- 오스트로어족